# Batalla del Esperqueo
La batalla del Esperqueo (en búlgaro: Битка при Сперхей; en griego: Μάχη του Σπερχειού) tuvo lugar en el año 997, a orillas del río del mismo nombre en el centro de Grecia actual. Fue un enfrentamiento entre un ejército búlgaro dirigido por el zar Samuel, que en el año anterior había penetrado muy al sur hacia Grecia, y un ejército bizantino, bajo el mando de Nicéforo Urano. La victoria bizantina prácticamente destruyó el ejército búlgaro, y derivó sus incursiones en Macedonia y el sur de Grecia, que anuncia una inversión de fortunas bizantino en el prolongado conflicto. La principal fuente histórica de la batalla viene del griego Juan Escilitzes cuya Synopsis Historion (en griego: Σύνοψις Ἱστοριῶν) contiene una biografía del entonces emperador romano de Oriente, Basilio II.

## Orígenes del conflicto
Después del gran éxito de los búlgaros en la batalla de la Puerta de Trajano en 986, Bizancio cayó en una guerra civil, agravada por el conflicto con los fatimíes en Siria. El zar Samuel se aprovechó de la situación y conquistó casi toda la península de los Balcanes, sin incluir las partes de Tracia cercanas a Constantinopla, y el sur de Grecia. Él logró apoderarse de muchos castillos en los alrededores de Tesalónica la segunda ciudad más grande de Bizancio. Cada año dirigió campañas contra los bizantinos y saqueó sus territorios. En 991 los bizantinos lograron capturar al emperador Román de Bulgaria, pero esto no impidió que Samuel fuera ahora el único emperador de Bulgaria. En 996, Samuel emboscó y destruyó las fuerzas del estratego de Tesalónica y marchó hacia el sur, eventualmente amenazando a Corinto.

## La batalla
En su camino regreso se encontró con un ejército bizantino en la parte opuesta del río Esperqueo, liderado por el «Doméstico del Occidente», Nicéforo Urano. Basilio II había nombrado comandante a Urano de todos los territorios balcánicos en el Imperio Bizantino y le dio un gran ejército para hacer frente a los búlgaros. Siguió al ejército búlgaro y confrontó después a los búlgaros que iban por el paso de las Termópilas sobre el río Esperqueo.
Debido a las fuertes lluvias, el río había aumentado e inundó un área grande en ambas orillas. Los búlgaros acamparon en la orilla sur y los bizantinos en la norte, separados entre sí por el río. Los dos ejércitos permanecieron acampando así durante varios días. Samuel confiaba en que los bizantinos no podían cruzar, y olvidó tomar medidas para proteger su campamento. Urano sin embargo, buscó y encontró un vado, llevando a su ejército a través de la noche, y atacó a los búlgaros en la madrugada. Los búlgaros no fueron capaces de oponer una efectiva resistencia, y la mayor parte de su ejército fue derrotado. Samuel mismo fue herido y él y su hijo Gabriel Radomir evitaron ser capturados por ponerse entre los cuerpos de sus soldados muertos, mientras que 12 000 de sus hombres fueron capturados. Después de caer la noche se pusieron en marcha hacia Bulgaria y en las montañas del Pindo se reunieron con los restos de su ejército. Debido al difícil viaje de 400 kilómetros a Ohrid el brazo de Samuel fue curado en un ángulo de 140°. Según Yahya de Antioquía, Nicéforo Urano regresó a Constantinopla con mil cabezas de los soldados búlgaros y doce mil cautivos.

## Consecuencias
La batalla fue la primera gran derrota del ejército búlgaro. Al principio Samuel se mostró dispuesto a negociar, pero tras la noticia de la muerte del emperador Román de Bulgaria en prisión, fue proclamado emperador, y continuó con la guerra. Aunque Samuel logró recuperarse y conquistar Serbia, los bizantinos poco a poco tomaron la iniciativa en la guerra. En 1014, ellos derrotaron decisivamente a los búlgaros y cuatro años después la amenaza búlgara al Imperio romano de Oriente había sido neutralizada. Según el cronista Juan Escilitzes, la victoria fue enteramente obra de Urano y Basilio II es acreditado con poco aunque el mismo lo nombró para el cargo de Doméstico.